# Euphonia xanthogaster
Euphonia xanthogaster е вид птица от семейство Чинкови (Fringillidae).

## Разпространение
Видът е разпространен в Боливия, Бразилия, Венецуела, Гвиана, Еквадор, Колумбия, Панама и Перу.